# Leontien van Moorselová
Leontien Martha Henrica Petronella Zijlaardová-van Moorselová (* 22. březen 1970, Boekel) je bývalá nizozemská cyklistka, která dosahovala úspěchů v silniční i dráhové cyklistice.
Má celkem 4 zlaté olympijské medaile, tři ze silnice a jednu z oválu. Má též čtyři zlaté medaile z mistrovství světa v silniční cyklistice a čtyři z mistrovství dráhového.
Roku 1994 opustila sportovní kariéru kvůli léčbě anorexie, jíž trpěla, ale dokázala se roku 1998 vrátit a dosáhnout svých největších úspěchů. Kariéru ukončila po olympijských hrách v Athénách roku 2004. V anketě Největší Nizozemec obsadila 46. místo.